# Espacio Urbano Pionero
Espacio Urbano Pionero es un centro comercial chileno, ubicado en la ciudad de Punta Arenas, junto a la Zona Franca de Punta Arenas son los centros comerciales más importantes de la Patagonia Chilena. Inicialmente controlado por la empresa inmobiliaria Saitec, filial de Walmart Chile (ex Distribución y Servicio), en 2016 fue vendida a Confuturo y es también el más austral de los diez centros comerciales bajo la marca Espacio Urbano.
En 2004, Líder inaugura un hipermercado que ellos mismos llamaron "pionero": El Líder Punta Arenas. Un edificio de aproximadamente 6000 metros cuadrados, con alrededor de 15 locales menores, sumado a dos restaurantes Buffet.
En 2006, los gerentes de D&S anuncian la construcción de un mall bajo la marca "Espacio Urbano", con la cual ya controlaba algunos centros comerciales, de menor tamaño en Linares y Los Andes. Comenzó a construirse a finales de ese año, y fue inaugurado oficialmente el 17 de abril de 2008. Cabe destacar que Saitec ha decidido homologar la mayoría de sus shoppings bajo la marca "Espacio Urbano", proceso que se dará gradualmente, con la remodelación de sus centros comerciales.
En 2016 diez de los doce centros comerciales que pertenecían a Espacio Urbano fueron vendidos a Confuturo.

## Características
El centro comercial tiene 92 mil metros cuadrados construidos, en dos niveles de tiendas y dos de subsuelo, con dos tiendas ancla, Ripley y Falabella (Anteriormente tres, con La Polar), 50 tiendas menores, un hipermercado Líder, un gimnasio, lavandería, juegos infantiles y 1200 espacios de estacionamiento.
Está ubicado en el sector norte de la ciudad, en la Av. Eduardo Frei Montalva entre las calles Enrique Abello y Manantiales.